# (4433) Goldstone
(4433) Goldstone (1981 QP) – planetoida z pasa głównego asteroid okrążająca Słońce w ciągu 3,8 lat w średniej odległości 2,43 j.a. Odkryta 30 sierpnia 1981 roku.